# Jonas Friedrich
Jonas Friedrich (* 2. Juni 1980) ist ein deutscher Kommentator und Reporter, der für Sky Deutschland, Amazon Prime und ran arbeitet.

## Leben
Friedrich war von 2004 bis 2007 als Sprecher, Beitragsredakteur und Kommentator beim DSF tätig. 2006 und 2007 kommentierte er live für Arena mit dem Schwerpunkt internationaler Fußball. Ab 2007 gehörte Friedrich zum festen DSF-Fußballkommentatoren-Team für die 1. und 2. Bundesliga und für die Premier League. Ab 2009/10 sicherte sich LIGA total! die Rechte der Fußball-Bundesliga und Jonas Friedrich gehörte seitdem zu den Kommentatoren.
Am 23. Juni 2012 gab Sky die Verpflichtung von Friedrich bekannt. Seitdem konnte er sich immer mehr im Team der Kommentatoren etablieren. So kommentierte er auch des Öfteren hochkarätige Partien aus der Premier League. Seit der Saison 2017/18 kommentiert er auch Spiele der Handball-Bundesliga.
Nach dem Verlust der Champions-League-Rechte von Sky zum Ende der Saison 2020/21 wurde bekannt, dass Friedrich ab der neuen Saison für Amazon Prime Champions-League-Partien kommentieren wird. Er werde aber weiterhin bei Sky andere Spiele kommentieren.